# 多徹斯特高地爭奪戰
多徹斯特高地爭奪戰（英語：Fortification of Dorchester Heights）是美國獨立戰爭波士頓之圍期間最後一場軍事衝突，發生於1776年3月4日至5日波士頓南面的多徹斯特高地。
1775年6月碉堡山戰役後，波士頓圍城戰陷入僵局，英國軍隊無法打破包圍，民兵亦無力迫使對方投降。7月，華盛頓在波士頓就任大陸軍總司令，派遣亨利·諾克斯北上提康德羅加堡，將當地的遠程火炮運往南方。1776年1月，諾克斯克服重重障礙，將火炮運到波士頓市郊。接著華盛頓開始部署火炮轟擊波士頓，搶先佔據可以俯視波士頓全港的多徹斯特高地。北美英軍總司令威廉·豪計畫在3月初攻打該地，卻因為風雪而未能夠出擊，而高地已經被大陸軍嚴密防守。此逼使英國軍隊在3月17日從海路撤出波士頓，殖民地在波士頓戰場獲勝。

## 戰局僵持及雙方困境
1775年6月碉堡山戰役後，英軍付出高昂代價奪取查爾斯鎮高地，未能一鼓作氣進攻民兵大本營劍橋。及後雙方在陸上及海上偶有小型衝突，但均對戰局沒有影響。
1775年7月起，英國波士頓駐軍及殖民地叛軍各自面對嚴重問題。被圍的波士頓欠缺補給，英國本土的援軍數量不足，市內軍心散渙，搶掠案件不斷。新任北美英軍總司令威廉·豪甚至要下令行刑者伴隨憲兵巡緝，可即時對犯案英軍處以絞刑。冬季開始後，豪的軍隊繼續留在波士頓養精蓄銳。
同樣在1775年7月，華盛頓抵達劍橋，就任大陸軍總司令，開始將鬆散混亂的民兵編組成正規軍。然而編組正規軍卻極為艱難。麻薩諸塞灣殖民地名義上有20,000名民兵，華盛頓上任時點算兵力時，卻只清點出13,743名可作戰的軍人，而且秩序混亂。更重要的是，大部分民兵起初只志願服役至1775年底，以便回家過冬。整個1776年下半葉，華盛頓既要指揮民兵在劍橋等地加深防線，同時將民兵改編為服役三年的正規軍，更要說服歸心似箭的民兵延長服役。去意已決的康涅狄格民兵在12月10日便服役期滿，更使華盛頓極為悲觀，認為整支圍城部隊可能在冬天自行解散。華盛頓多次向新英格蘭各殖民地議會請求援軍，甚至提出向非洲裔的自由人招手。幸好在12月11日，新罕布夏一批為數5,000人的民兵受到華盛頓感召，剛好抵達填補空缺，而其他地區亦有民兵在12月前來補充。到1776年1月，華盛頓手下軍隊回升至15,000人左右，但戰力與正規軍仍有很大差距。

## 大陸軍戰爭計畫及大炮遠運
恐於軍隊在年底前瓦解，華盛頓力主在冬季前搶攻波士頓，但遭麻薩諸塞安全委員會否決，認為死傷會過於嚴重，更何況民兵尚未有攻城武器。結果華盛頓聽從建議，派新相識的好友、火炮士官亨利·諾克斯北上提康德羅加堡，將該處的火炮運往南方。
提康德羅加堡在5月遭阿諾德帶領的民兵攻佔，但英軍的重型火炮卻無法運往南方戰場。諾克斯在嚴寒天氣及地勢障礙下，在12月離開提康德羅加堡，終於在1776年1月將59門各種口徑火炮運抵劍橋，是為大炮遠運。

## 多徹斯特高地爭奪及英軍撤退
火炮運抵後，華盛頓立即將目標轉到波士頓南部的多徹斯特高地：倘若民兵將火炮設於該處，將可炮轟波士頓全部英軍設施。華盛頓作出三項部署，第一，在劍橋及洛斯貝利佈置火炮，並在3月2日至4日開炮轟擊波士頓，引開英軍注意；第二，派2,000人在3月4日半夜登上多徹斯特高地，建設防禦工事及火炮陣地；第三，在劍橋準備近3,000人、火炮及運輸艦，倘若英軍進攻多徹斯特，則渡河進攻波士頓。
3月2日至4日，大陸軍炮擊波士頓，並與英軍互相交火，但雙方沒有顯著損傷。4日半夜，華盛頓與約翰·湯馬士（John Thomas）少將帶兵登上多徹斯特，即時建造簡陋但實用的防禦工事，足以抵擋英軍的葡萄彈攻擊。民兵也砍伐樹木，建成防禦鹿角（Abatis），可延緩英軍推進。
3月5日早上，波士頓的英軍看到多徹斯特高地突然建成堡壘，大為震驚。據說豪更驚嘆「叛軍在一個晚上所能作的事，比我的軍隊花上一個月還要多」。新任波士頓皇家英國海軍指揮官舒德漢中將（Molyneux Shuldham）得悉大陸軍動向後，稱波士頓的軍艦將受火炮直接威脅，要求豪立即派兵進攻。豪預備在當晚派出2,400人乘夜登山奪陣，而華盛頓則在高地附近增兵至6,000人，一場類近碉堡山戰役的血腥戰鬥似乎在即。然而5日晚上波士頓風雪大作，英軍被迫取消進攻。
豪深知波士頓無法防守，在3月7日決定撤離波士頓。次日豪向華盛頓送交一封未簽署的停火信，要求大陸軍停止炮轟波士頓，容許英軍安全撤離，換取英軍不焚燬波士頓，獲得華盛頓默許。經過多日準備，3月17日豪帶同近10,000人的軍隊及超過千名保皇黨居民，乘船前往新斯科舍哈利法克斯，而大陸軍則在同日佔據波士頓，波士頓之圍結束。